# 塞車時間 (遊戲)

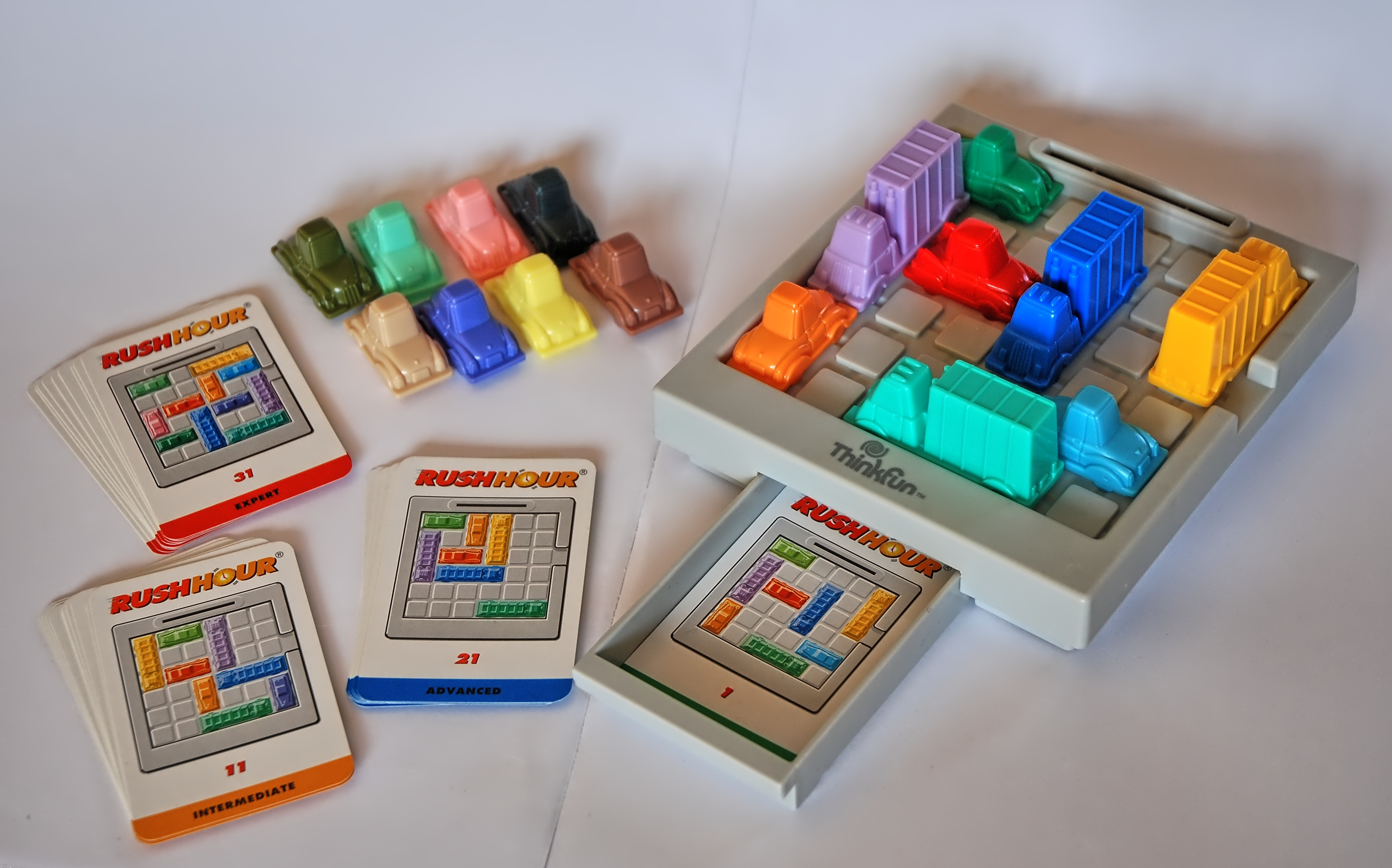

塞車時間（Rush Hour），是以車輛為主題，規則類似華容道，屬於滑塊類遊戲的單人益智遊戲，由蘆原伸之於1970年代推出。
遊戲是在一塊6*6方格的棋盤，有一些以轎車、卡車造型的方塊，顏色各異。其中轎車佔1*2格，最多十二輛；卡車佔1*3格，最多四輛。玩家只能朝車頭或車尾挪動，需將紅色轎車推到特定處以獲勝。

## 外部連結
- 教學影片 （页面存档备份，存于）
- 線上遊戲